# La bella gente
La bella gente è un film del 2009 diretto da Ivano De Matteo, vincitore del Gran Premio al festival del film italiano di Annecy 2009.

## Trama
Alfredo e Susanna, una coppia di cinquantenni uniti da quando all'Università manifestavano contro la discriminazione, sono pronti per trascorrere, come sempre, l'estate nella loro tenuta privata di campagna. 
Lì, Susanna rimane scioccata da Nadja, una ragazza ucraina di diciassette anni costretta a prostituirsi. Come sempre, non riesce a far finta di niente e l'accoglie in casa, intenzionata a portarla con sé a Roma e a trovarle una sistemazione. Dopo l'iniziale ritrosia, la giovane inizia ad aprirsi e a raccontare qualcosa di sé. In principio instaura un bel rapporto con entrambi i coniugi: Alfredo le fa da maestro, prestandole molti libri in russo perché conosca la cultura del suo Paese, e Susanna le fa da confidente e da amica. L'arrivo del figlio della coppia e l'evidente difficoltà a mettere in pratica il progetto iniziale, fanno sì che Susanna cominci a sopportare sempre meno la presenza di Nadja.

## Riconoscimenti
- 2016 - Nastro d'argento
  - Candidatura a Migliore attrice protagonista a Monica Guerritore
- 2011 - Globo d'oro
  - Migliore attrice rivelazione a Victoria Larchenko
- Annecy cinéma italien 2009: Gran Premio